# National Football League 1980 (Fiji)
In 1980 werd het vierde officiële Fijisch National Football League gespeeld. Titelhouder was Ba FA. Nadi FC werd voor tweede keer kampioen. 

## Kampioen
| 1980                        |
| Vlag van Fiji               |
| --------------------------- |
| Nadi FC Kampioen (2° titel) |